# Dynamena decipiens
Dynamena decipiens är en nässeldjursart som först beskrevs av Levinsen 1913.  Dynamena decipiens ingår i släktet Dynamena och familjen Sertulariidae. Inga underarter finns listade i Catalogue of Life.